# Crematogaster sumichrasti
Crematogaster sumichrasti är en myrart som beskrevs av Mayr 1870. Crematogaster sumichrasti ingår i släktet Crematogaster och familjen myror.

## Underarter
Arten delas in i följande underarter:
- C. s. maya
- C. s. sumichrasti
- C. s. surdior

## Bildgalleri

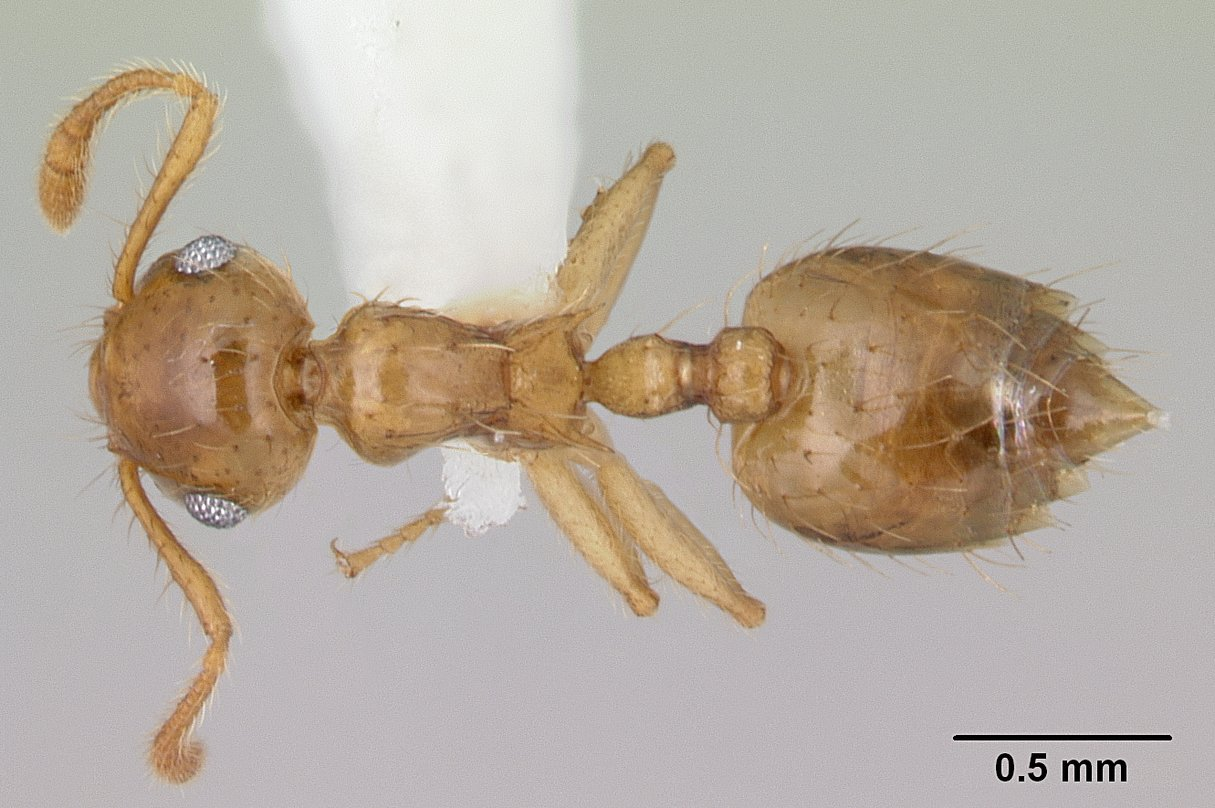
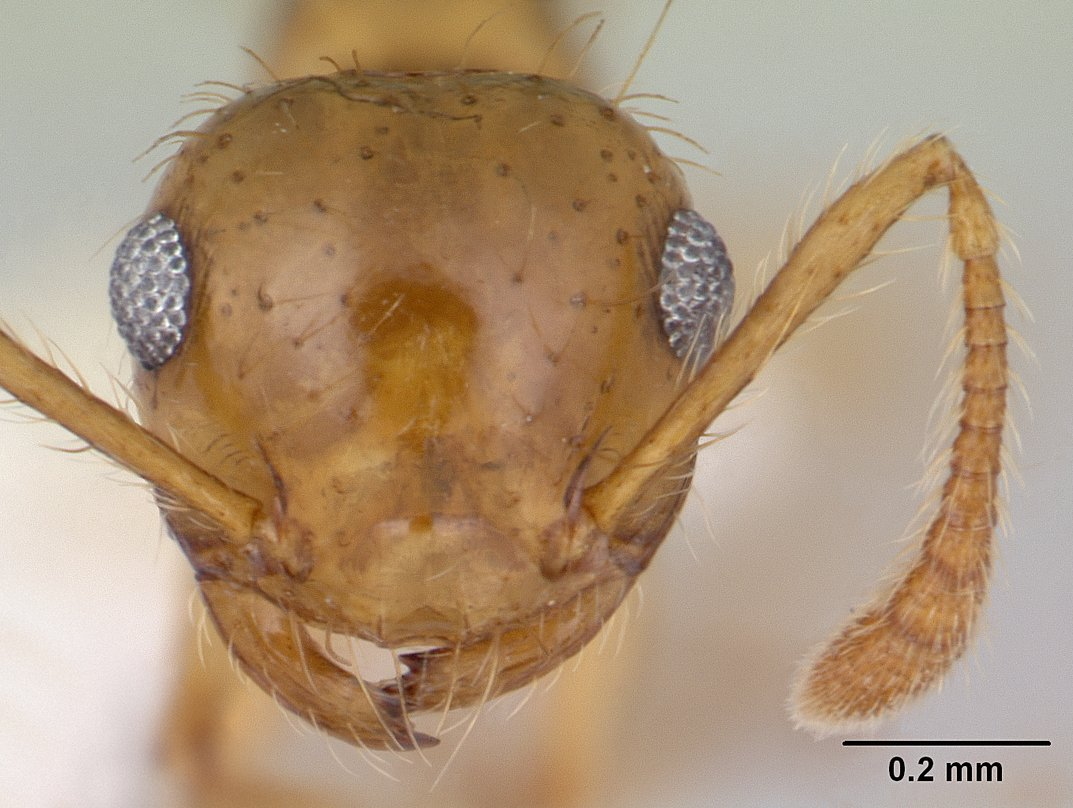
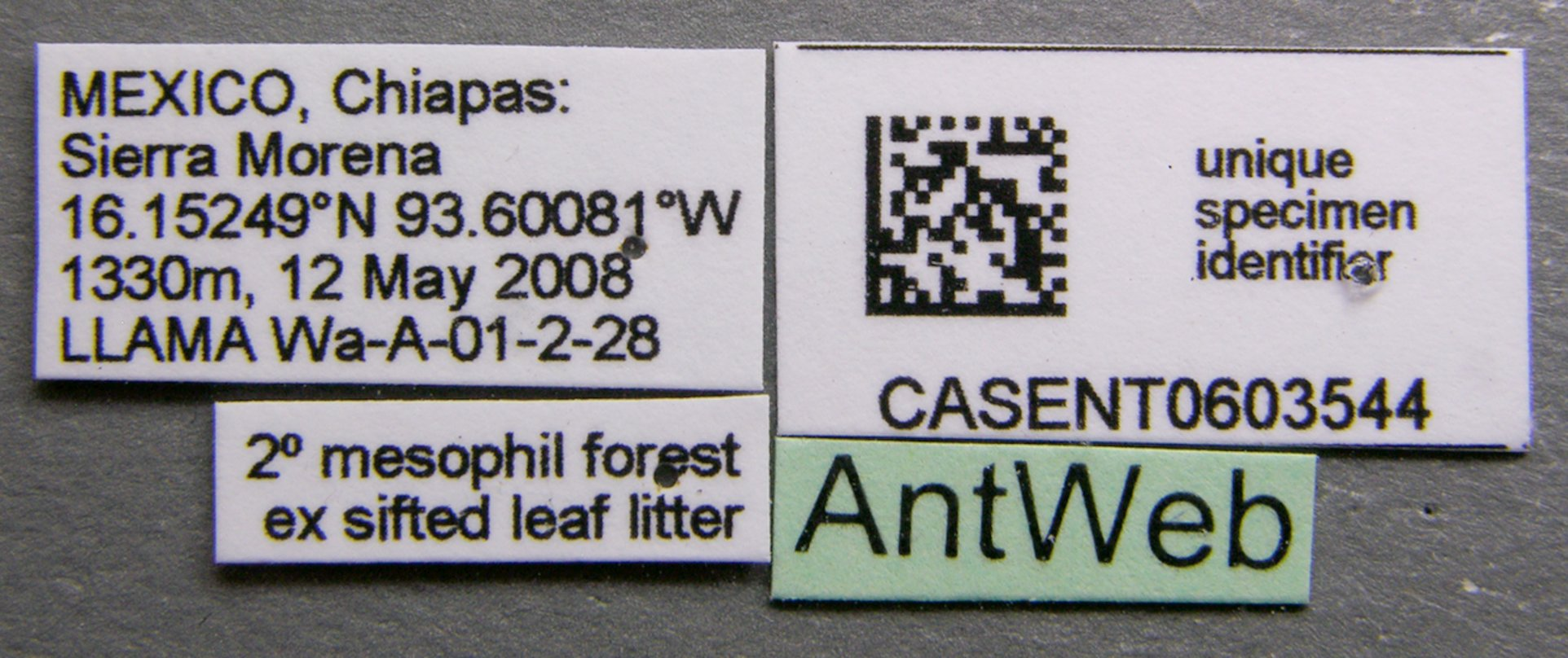
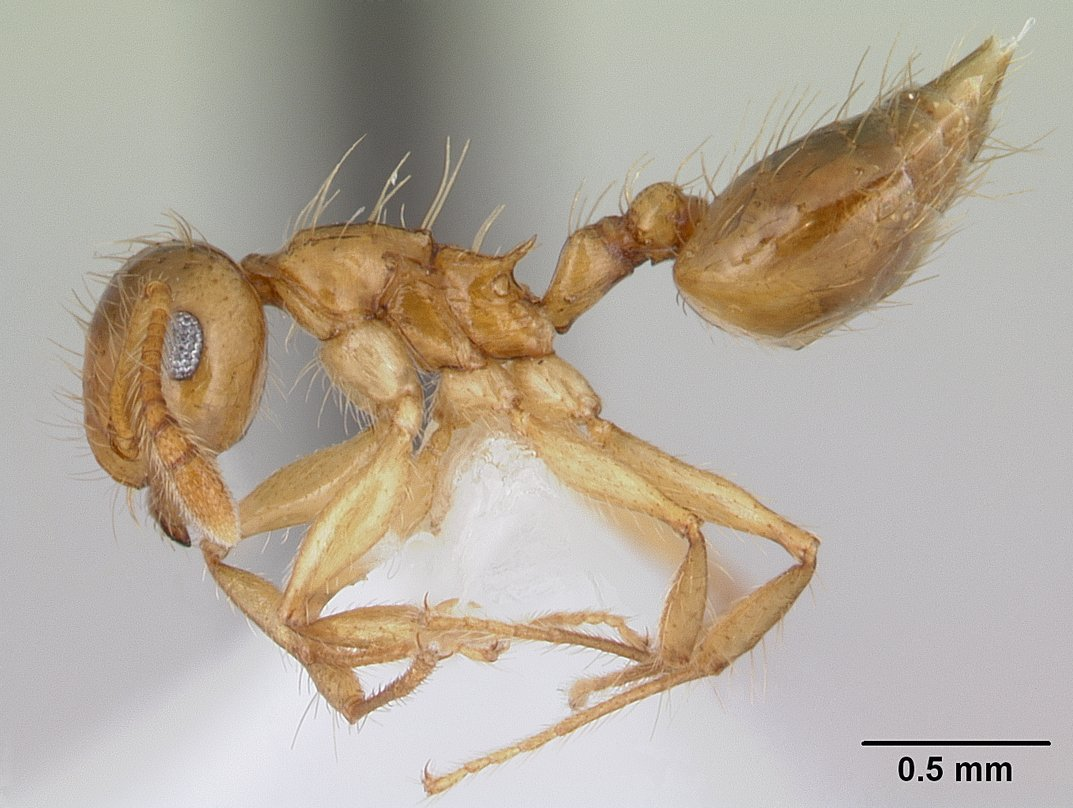